# Rue de Bruxelles (Liège)
Pour les articles homonymes, voir Rue de Bruxelles.
La rue de Bruxelles est une rue de la ville de Liège (Belgique).

## Situation et accès
Cette voie ancienne du centre de Liège est située entre la place Saint-Lambert et le carrefour du Cadran.
Cette large voie mesure environ 280 m et ne compte aucun immeuble d'habitation. 
Voies adjacentes
- Place Saint-Lambert
- Place Notger
- Rue du Palais
- Rue Saint-Pierre
- Rue Sainte-Croix
- Le Cadran

## Origine du nom
Son nom honore la capitale belge et parce qu'elle est orientée vers la cité brabançonne.

## Historique
La rue est percée au cours du XIIIe siècle en dédoublement des rues Saint-Pierre et Sainte-Croix créées avant le Xe siècle et situées parallèlement à quelques dizaines de mètres plus au sud. Elle prend dès lors le nom de « rue Neuve » ou « Laneuve rue ». Au cours du XIXe siècle, la voirie devient la « rue de Bruxelles » et est séparée de la place Saint-Lambert par le square Notger.
Dans les années 1970, la rue a été amputée de tous ses immeubles (dont certains étaient des cafés et des bars destinés à la prostitution) qui ont été expropriés pour permettre l'élargissement de la voirie, le percement de la voie rapide et l'aménagement du carrefour du Cadran. 
Elle une section de la route nationale 3 entre la rue de l'Académie et la place Saint-Lambert. La rue possède une bande centrale réservée aux bus et plusieurs îlots de verdure constitués de haies basses parallèles placées en oblique par rapport à la chaussée. La voirie est aussi surmontée par une passerelle qui relie la rue Saint-Pierre à la rue Fond Saint-Servais.

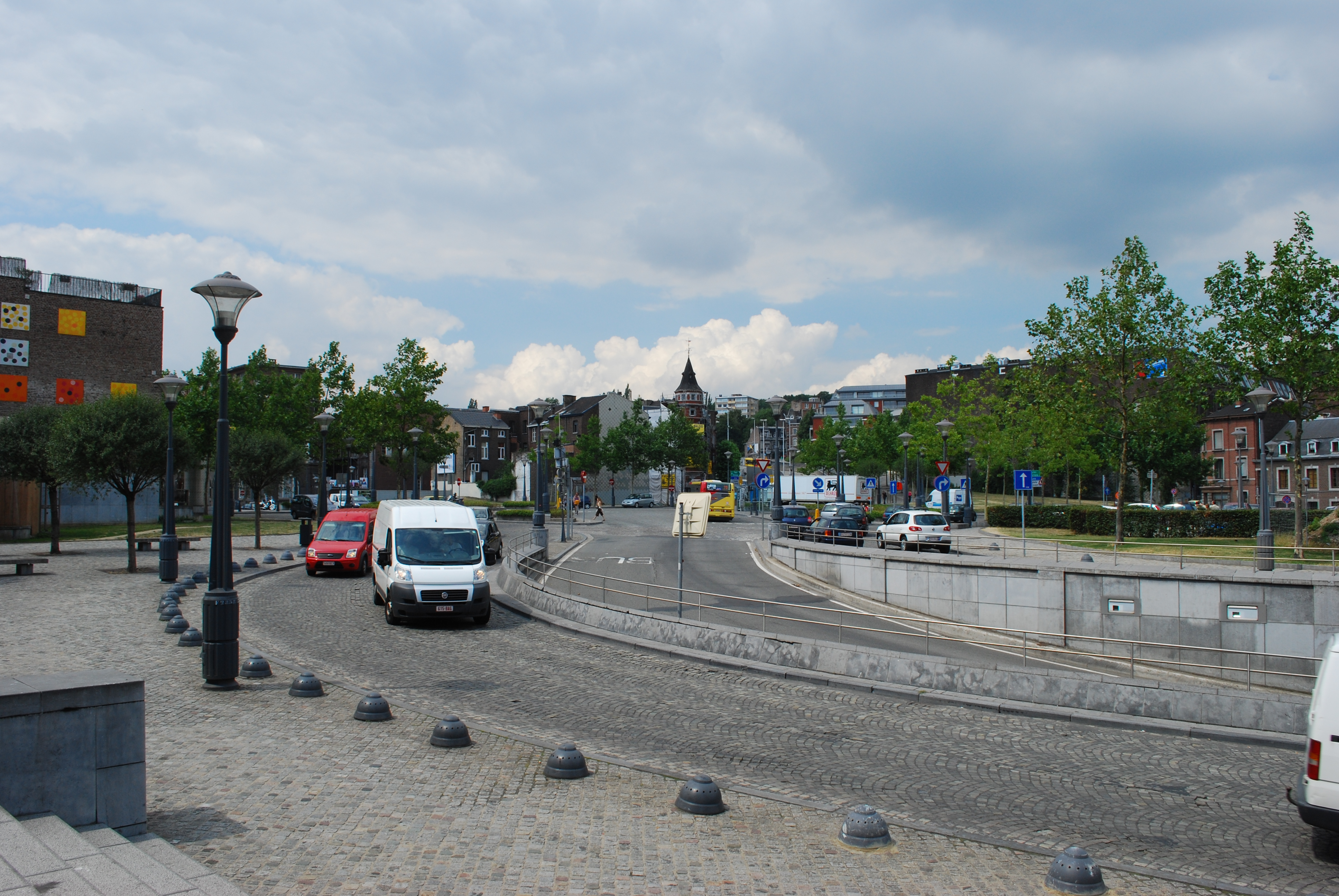

## Bâtiments remarquables et lieux de mémoire
La gare de Liège-Saint-Lambert.
Le tribunal de première instance de Liège se situe au no 2.